# Ministerstwo Budownictwa (1949–1950)
Ministerstwo Budownictwa – ministerstwo istniejące w Polsce w latach 1949–1951, utworzone w miejsce Ministerstwa Odbudowy. Zakres działania urzędu obejmował całokształt spraw budownictwa (z wyłączeniem budownictwa specjalnego), planowanie i wykonanie zabudowy miast i osiedli, nadzór budowlany i architektoniczny oraz sprawy pomiarów kraju. Na początku 1951 r. większość zadań Ministerstwa Budownictwa przejęły dwa nowe urzędy: Ministerstwo Budownictwa Przemysłowego oraz Ministerstwo Budownictwa Miast i Osiedli.

## Utworzenie ministerstwa
Ministerstwo Budownictwa zostało utworzone na mocy ustawy z 27 kwietnia 1949 r. poprzez przekształcenie dotychczas istniejącego Ministerstwa Odbudowy. Reorganizacja związana była z wyłączeniem z tego resortu zagadnień związanych z planowym zagospodarowaniem przestrzennym kraju. Zadania te wykonywał do tej pory Główny Urząd Planowania Przestrzennego przy Ministerstwie Odbudowy, po jego likwidacji przeszły one w większości do zakresu działania Państwowej Komisji Planowania Gospodarczego (z wyjątkiem spraw planowania i wykonania zabudowy miast i osiedli).
Rozporządzeniem Rady Ministrów z 12 maja 1949 r. rozgraniczono kompetencje władz w sprawach związanych z budownictwem. Poza zakresem działania Ministra Budownictwa pozostawały sprawy budownictwa specjalnego, które nadzorowali ministrowie właściwi ze względu na przeznaczenie budowy. Do Ministerstwa Administracji Publicznej przekazano uprawnienia wynikające z przepisów o najmie lokali, a także ogólny zarząd gmachami i placami państwowymi, sprawy przedsiębiorstw, zakładów i urządzeń użyteczności publicznej oraz grobownictwo wojenne. Za sprawy krajowego planu zagospodarowania przestrzennego i planów regionalnych odpowiadała Państwowa Komisja Planowania Gospodarczego, przy Ministerstwie Budownictwa pozostawiono zadania sporządzania planów miejscowych oraz nadzoru nad ich realizacją.

## Zakres działania ministra
Zgodnie z rozporządzeniem Rady Ministrów z 12 maja 1949 r. do zakresu działania Ministra Budownictwa należały następujące sprawy:
- kierowanie działalnością podległych przedsiębiorstw państwowych, państwowo-spółdzielczych i pozostających pod zarządem państwowym,
- nadzorowanie i ustalanie kierunku działalności przedsiębiorstw budowlanych, spółdzielczych i samorządowych,
- polityka i gospodarka terenowa w zakresie realizacji planów zabudowy,
- architektura, nie wyłączając budownictwa specjalnego, w zakresie określonym właściwymi przepisami,
- współdziałanie z właściwymi władzami w sprawach zabezpieczenia i odbudowy zabytków architektonicznych,
- nadzór budowlany oraz uprawnienia budowlane na podstawie przepisów prawa budowlanego,
- realizacja polityki państwowej w stosunku do prywatnych przedsiębiorstw budowlanych, biur projektowych i do rzemiosła budowlanego oraz nadzór w tym zakresie nad zrzeszeniami przedsiębiorstw budowlanych i cechami,
- kadry i współdziałanie z właściwymi władzami w sprawach programów nauczania, kształcenia i zatrudnienia, popieranie działalności stowarzyszeń w zakresie architektury i budownictwa,
- organizowanie badań naukowych, publikacja wydawnictw, nadzorowanie instytutów i zakładów naukowo-badawczych w zakresie zastrzeżonym właściwości ministra.

Na mocy rozporządzenia Rady Ministrów z 12 maja 1949 r. Minister Budownictwa uzyskał także uprawnienia w zakresie ustanawiania norm i standardów budowlanych, wynikające z ustawy z 3 lipca 1947 r.. Po wejściu w życie ustawy z 20 grudnia 1949 r., określającej podstawy prawne działania Polskiego Komitetu Normalizacyjnego, normy i standardy budowlane ustalał komitet, a zatwierdzał je Przewodniczący Państwowej Komisji Planowania Gospodarczego w porozumieniu z Ministrem Budownictwa.
Do właściwości Ministra Budownictwa należało również wydawanie orzeczeń i zarządzeń o nacjonalizacji przedsiębiorstw (głównie poniemieckich) zgodnie z ustawą z 3 stycznia 1946 r. o przejęciu na własność państwa podstawowych gałęzi gospodarki narodowej.

## Jednostki podległe ministrowi
Po przejęciu kompetencji Ministra Odbudowy pod nadzorem Ministra Budownictwa znalazł się Główny Urząd Pomiarów Kraju oraz Zakład Osiedli Robotniczych. Jednostką naukowo-badawczą resortu był Instytut Badawczy Budownictwa, który zarządzeniem ministra z 29 lipca 1949 r. został przekształcony w Instytut Techniki Budowlanej. Na mocy kolejnych zarządzeń ministra z tego samego dnia powołano również Instytut Urbanistyki i Architektury oraz Instytut Budownictwa Mieszkaniowego. Organem opiniodawczym w dziedzinie architektury, urbanistyki, budownictwa mieszkaniowego oraz techniki budowlanej była Rada Architektury i Budownictwa.
Terenowymi jednostkami resortu stały się od 1 sierpnia 1949 r. działy budownictwa w urzędach wojewódzkich, na ich czele stali dyrektorzy mianowani przez ministra na wniosek wojewodów, pełniący również funkcję delegatów ministra koordynujących pracę przedsiębiorstw budowlanych w terenie. W skład działów budownictwa wchodziły:
- wydziały budownictwa (utworzone w miejsce dotychczasowych wydziałów odbudowy)[15],
- wydziały planowania miast i osiedli (utworzone po przejęciu części zadań regionalnych dyrekcji planowania przestrzennego, większość z tych zadań przeszła do zakresu działania biur regionalnych Państwowej Komisji Planowania Gospodarczego)[16][17],
- wydziały pomiarów (od połowy 1945 r. wykonujące w terenie zadania Głównego Urzędu Pomiarów Kraju)[18].

W połowie 1950 r., po likwidacji urzędów wojewódzkich i zastąpieniu ich strukturami funkcjonującymi przy prezydiach wojewódzkich rad narodowych, miejsce działów budownictwa zajęły wydziały budownictwa składające się z dziewięciu oddziałów odpowiadających za sprawy planowania zabudowy, budownictwa i miernictwa.
Wykonując zadania związane z odbudową kraju ze zniszczeń wojennych, Minister Budownictwa brał udział w pracach Naczelnej Rady Odbudowy m. st. Warszawy, w której z urzędu pełnił funkcję Zastępcy Przewodniczącego Rady i Prezydium Rady. Przy ministrze funkcjonował ponadto Komisarz Odbudowy m. st. Warszawy, sprawujący nadzór nad Warszawską Dyrekcją Odbudowy. Sporządzaniem planów miejscowych na obszarze m. st. Warszawy oraz Warszawskiego Zespołu Miejskiego zajmowało się podległe ministrowi Biuro Odbudowy Stolicy. Po wydaniu rozporządzenia Rady Ministrów z 6 września 1950 r. biuro zostało postawione w stan likwidacji, jego zadania przekazano następnie do zakresu działania Rady Narodowej m. st. Warszawy.
Jednostkami techniczno-budowlanymi Ministerstwa Budownictwa na ziemiach zachodnich były: Gdańska Dyrekcja Odbudowy, Poznańska Dyrekcja Odbudowy, Wrocławska Dyrekcja Odbudowy oraz Szczecińska Dyrekcja Odbudowy. Proces ich likwidacji został rozpoczęty w maju 1950 r. w związku z utworzeniem w tych miastach inspektoratów nadzoru budowlanego. Do 1 stycznia 1950 r. działalność w resorcie prowadził Naczelny Komisarz Budownictwa Wiejskiego, następnie nadzorowane przez niego biuro zostało przeniesione do struktur Ministerstwa Rolnictwa i Reform Rolnych.

## Struktura ministerstwa
Uchwałą z 12 maja 1949 r. Rada Ministrów określiła tymczasową strukturę organizacyjną Ministerstwa Budownictwa, zobowiązując ministra do ustalenia organizacji wewnętrznej poszczególnych komórek centrali. Zgodnie z zarządzeniem ministra z 21 maja 1949 r., zmienionym później kolejnymi zarządzeniami, struktura ministerstwa przedstawiała się następująco:
- Gabinet Ministra
- Departament I Planowania Miast i Osiedli
- Departament II Projektowania
- Departament III Planowania
- Departament IV Techniczny
- Departament V Zaopatrzenia
- Departament VI Zatrudnienia i Płac
- Departament VII Finansowy
- Departament VII Ogólny (utworzony w kwietniu 1950 r. po przekształceniu Biura Budżetowo-Gospodarczego)[31][32]
- Biuro Kontroli
- Biuro Kadr
- Biuro Administracji Budowlanej
- Biuro Budownictwa Wiejskiego (w styczniu 1950 r. włączone do Ministerstwa Rolnictwa i Reform Rolnych)[28][33]
- Biuro Inwestycji (utworzone w styczniu 1950 r.)[33]
- Biuro Szkolenia Zawodowego (utworzone w kwietniu 1950 r.)[31][32]

Kolejną uchwałą z 12 maja 1949 r., zmienioną później uchwałą z 2 sierpnia 1949 r., Rada Ministrów ustaliła spis przedsiębiorstw państwowych podlegających Ministrowi Budownictwa. Do przedsiębiorstw typu centralnego, prowadzonych według zasad rozrachunku gospodarczego, nad którymi minister sprawował bezpośredni nadzór, należały:
- Centralny Zarząd Budownictwa Przemysłowego[36]
- Centralny Zarząd Państwowych Przedsiębiorstw Budowlanych[37]
- Centralny Zarząd Społecznych Przedsiębiorstw Budowlanych (po przekształceniu Społecznego Przedsiębiorstwa Budowlanego)[38][39]
- Centrala Sprzętu Budownictwa (po przekształceniu Centrali Sprzętu Państwowych Przedsiębiorstw Budowlanych)[40]
- Centralne Biuro Projektów Architektonicznych i Budowlanych[41]
- Zakłady Prefabrykacji[42]

Geodezyjnymi przedsiębiorstwami państwowymi podlegającymi Ministrowi Budownictwa, nad którymi bezpośredni nadzór sprawował Prezes Głównego Urzędu Pomiarów Kraju, były:
- Państwowe Przedsiębiorstwo Miernicze[44]
- Państwowe Przedsiębiorstwo Geodezyjne[45]
- Państwowe Przedsiębiorstwo Fotogrametrii i Kartografii[45]

## Podział urzędu
Zlikwidowanie Ministerstwa Budownictwa i działającego przy ministrze Zakładu Osiedli Robotniczych nastąpiło w styczniu 1951 r., gdy weszła w życie ustawa z 30 grudnia 1950 r. o organizacji władz i instytucji w dziedzinie budownictwa, a także dwa rozporządzenia Rady Ministrów z tego samego dnia określające właściwość tych organów. Większość zadań dotychczasowego resortu przejęły dwa nowo utworzone urzędy: Ministerstwo Budownictwa Przemysłowego oraz Ministerstwo Budownictwa Miast i Osiedli, część spraw Zakładu Osiedli Robotniczych przeniesiono do Ministerstwa Gospodarki Komunalnej. Bezpośredni nadzór nad Głównym Urzędem Pomiarów Kraju ponownie objął Prezes Rady Ministrów, nowe przepisy przewidywały ponadto przekazanie części kompetencji zniesionego urzędu do zakresu działania Komitetu do Spraw Urbanistyki i Architektury, który miał zostać powołany przy Prezesie Rady Ministrów.

## Kierownictwo ministerstwa
Ministrowie Budownictwa:
- Marian Spychalski (PZPR) (10 maja 1949 r. – 14 listopada 1949 r.)
- Roman Piotrowski (PZPR) (kierownik) (14 listopada 1949 r. – 11 stycznia 1951 r.)

Podsekretarze stanu w Ministerstwie Budownictwa:
- Roman Piotrowski (PZPR) (16 maja 1949 r. – 14 listopada 1949 r.)
- Stefan Pietrusiewicz (PZPR) (16 maja 1949 r. – 11 stycznia 1951 r.)
- Juliusz Żakowski (PZPR) (16 maja 1949 r. – 11 stycznia 1951 r.)